# CAN'T BUY MY LOVE
《CAN'T BUY MY LOVE》(캔트 바이 마이 러브)는 일본 가수 YUI의 두 번째 정규 앨범이다. 2007년 4월 4일에 소니 레코드에서 발매되었다.

## 수록곡
CD
1. How crazy
2. Rolling Star
3. It's all right
4. I remember you
5. RUIDO
6. CHE.R.RY
7. Thank you My teens
8. Umbrella
9. Highway chance
10. Happy Birthday to You You
11. Winding road
12. Good-bye days
13. Why?

## Thank You My Teens
Thank You My Teens는 YUI가 20세를 맞으며, 2번째 라이브 투어 콘서트 CAN'T BUY MY LOVE에서 처음 부른 노래다. 이 곡은 10대 시절을 회상하며, 그 시절에 감사하는 내용으로 구성되어 있다.
이 곡의 이름을 따서 DVD 《Thank You My Teens》가 발매되기도 하였다.

## 차트 기록

### 오리콘앨범 차트
| 발매           | 차트             | 최고 순위    | 첫 주 판매량 | 총 판매량 | 순위에서 내려옴 |
| -------------- | ---------------- | ------------ | ------------ | --------- | --------------- |
| 2007년 4월 4일 | 오리콘 일간 차트 | 1            | 290,640      | 682,585   | 52주            |
| 2007년 4월 4일 | 오리콘 주간 차트 | 1            | 290,640      | 682,585   | 52주            |
| 2007년 4월 4일 | 오리콘 월간 차트 | 2            | 290,640      | 682,585   | 52주            |
| 2007년 4월 4일 | 오리콘 연간 차트 | 8 (2007년)   | 290,640      | 682,585   | 52주            |
| 2007년 4월 4일 | 오리콘 연간 차트 | 202 (2008년) | 290,640      | 682,585   | 52주            |

| 오리콘 주간 앨범차트 1위 2007년 4월 16일 ~ 4월 23일자 (2주 연속) |                           |                                   |
| 이전                                                             | YUI 《Can't Buy My Love》 | 다음                              |
| 오쓰카 아이 《아이 am BEST》                                     | YUI 《Can't Buy My Love》 | KAT-TUN 《cartoon KAT-TUN Ⅱ You》 |
|                                                                  |                           |                                   |
|                                                                  |                           |                                   |